# جون نيكلسون (منافس ألعاب قوى)
جون نيكلسون (بالإنجليزية: John Nicholson)‏ هو منافس ألعاب قوى أمريكي، ولد في 30 يوليو 1889 في Greenville, Pennsylvania ‏ في الولايات المتحدة، وتوفي في 2 أبريل 1970 في ساوث بند في الولايات المتحدة.

## وصلات خارجية
- جون نيكلسون على موقع أوليمبيديا (الإنجليزية)